# 보은 원정리 삼층석탑
보은 원정리 삼층석탑(報恩 遠汀里 三層石塔)은 충청북도 보은군 마로면 원정리, 신라의 옛 절터에 있는 삼층석탑이다. 1982년 12월 17일 충청북도의 유형문화재 제118호로 지정되었다.

## 개요
신라의 옛 절터에 있는 석탑으로, 1층 기단(基壇) 위에 3층의 탑신(塔身)을 쌓고, 머리장식을 얹은 모습이다. 기단의 네 모서리에는 기둥 모양을 새겼고, 윗면에 높직한 괴임을 두어 탑신의 1층 몸돌을 받치도록 하였다. 탑신부의 각 몸돌에도 기둥 모양이 조각되어 있는데, 일부 파손된 모습이다. 두꺼워 보이는 지붕돌은 네 귀퉁이가 위로 들려 있어 경쾌하며, 밑면에는 3단의 받침을 두었다. 꼭대기에는 노반(露盤:머리장식 받침)과 보륜(寶輪:바퀴모양장식)만이 남아 머리장식을 하고 있다. 기단이 1층인 점과 높직한 탑신받침, 두꺼운 지붕돌, 3단의 지붕돌받침 등으로 보아 고려시대에 세운 것으로 보인다.

## 같이 보기
- 삼층석탑

## 참고 자료
- 보은 원정리 삼층석탑 - 국가유산청 국가유산포털